# Костринский
Костринский — местечко в Тихвинском городском поселении Тихвинского района Ленинградской области.

## История

Разъезд Костринский на карте 1932 года

По данным 1966 года населённый пункт Костринский в составе Тихвинского района не значился.
По данным 1973 года в составе Лазаревичского сельсовета числился населённый пункт разъезд Костринский.
По данным 1990 года местечко Костринский входило в состав Лазаревичского сельсовета.
В 1997 году в местечке Костринский Лазаревичской волости проживали 10 человек, в 2002 году — 8 (русские — 62 %, финны — 38 %).
В 2007 году в местечке Костринский Тихвинского ГП проживали 9 человек, в 2010 году — 13.

## География
Местечко расположено в центральной части района у железнодорожной платформы Костринский на линии Волховстрой I — Тихвин.
Расстояние до административного центра поселения — 14 км.
К югу от местечка протекает Лебединский ручей.

## Демография
| 1997 | 2002 | 2007 | 2010 | 2017 |
| ---- | ---- | ---- | ---- | ---- |
| 10   | ↘8   | ↗9   | ↗13  | ↘7   |

### Национальный состав
Согласно данным Всероссийской переписи населения 2002 года в местечке проживали 8 человек, из них: русские — 5, финны — 3 человека.
Согласно данным Всероссийской переписи населения 2021 года в местечке проживали 8 человек, все русские.